# 南神城駅
南神城駅（みなみかみしろえき）は、長野県北安曇郡白馬村大字神城にある、東日本旅客鉄道（JR東日本）大糸線の駅である。駅番号は「16」。
JR東日本最西端の駅であり、ホームにはそのことを示す標柱もある。

## 歴史
- 1942年（昭和17年）12月5日：国鉄の駅として開業[1][3]。旅客営業のみ[3]。
- 1975年（昭和50年）6月10日：簡易委託駅となる[5]。
- 1979年（昭和54年）6月：簡易委託を解除し、無人駅となる[6]。
- 1987年（昭和62年）4月1日：国鉄分割民営化により、JR東日本の駅となる[3][7]。
- 1995年（平成7年）7月3日：ホームに「JR東日本最西端の駅」の標柱を建て、除幕式を挙行[4]。
- 2014年（平成26年）
  - 11月22日：長野県神城断層地震による信濃大町駅 - 糸魚川駅間の不通により、営業を休止。
  - 11月25日：信濃大町駅 - 白馬駅間の復旧により、営業を再開。

## 駅構造
築堤上に単式ホーム1面1線を有する地上駅である。
白馬駅管理の無人駅である。駅舎は待合室兼用の簡素なものである。

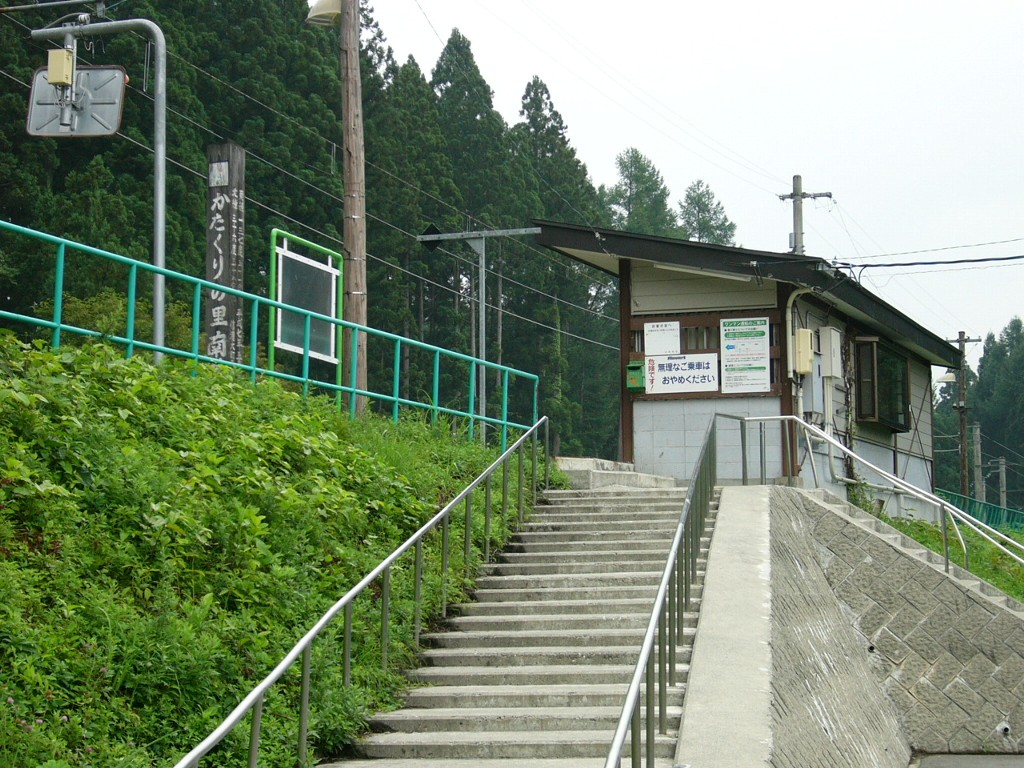
屋根設置前の駅出入口（2003年7月）
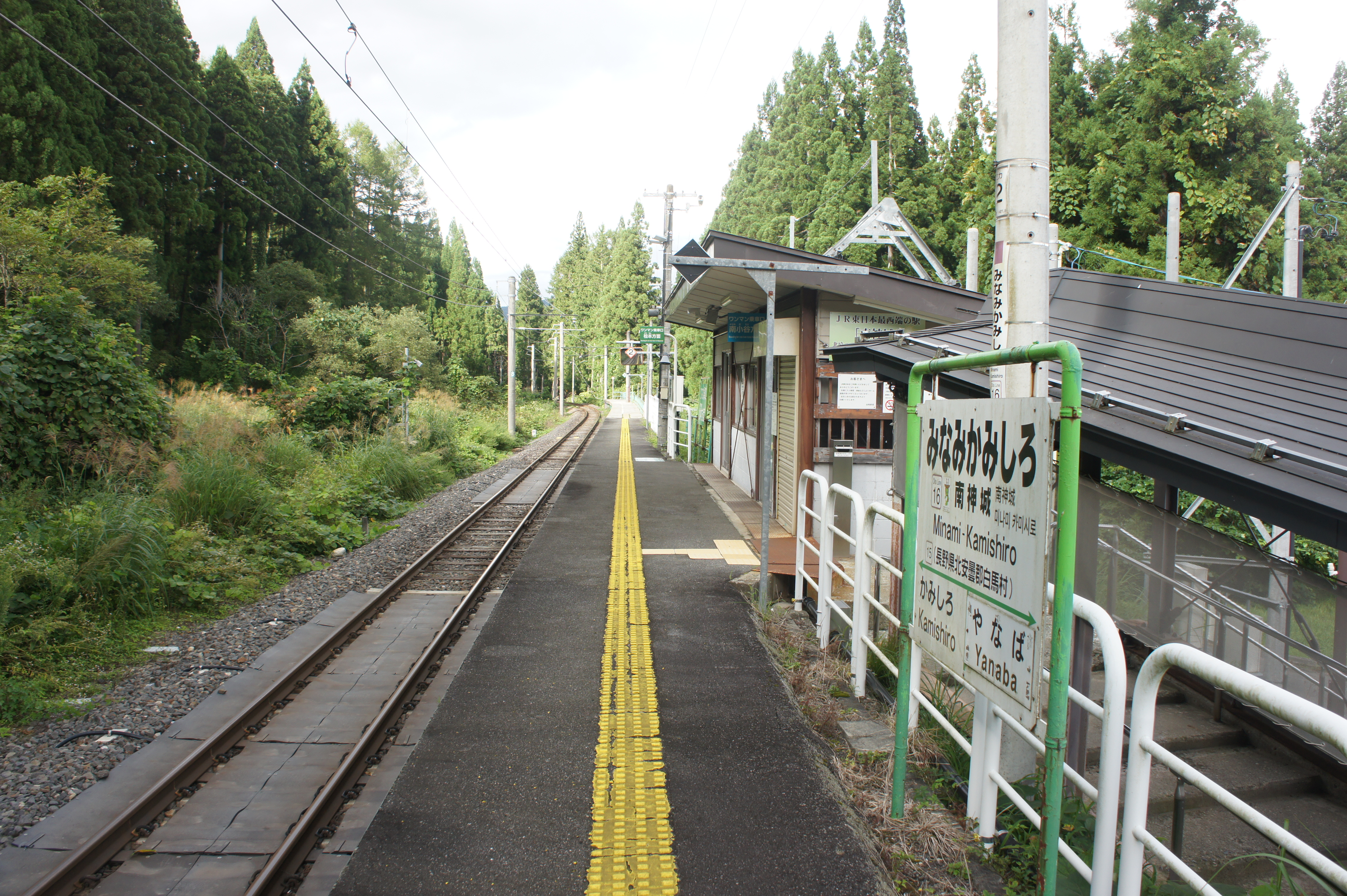
ホーム（2021年8月）
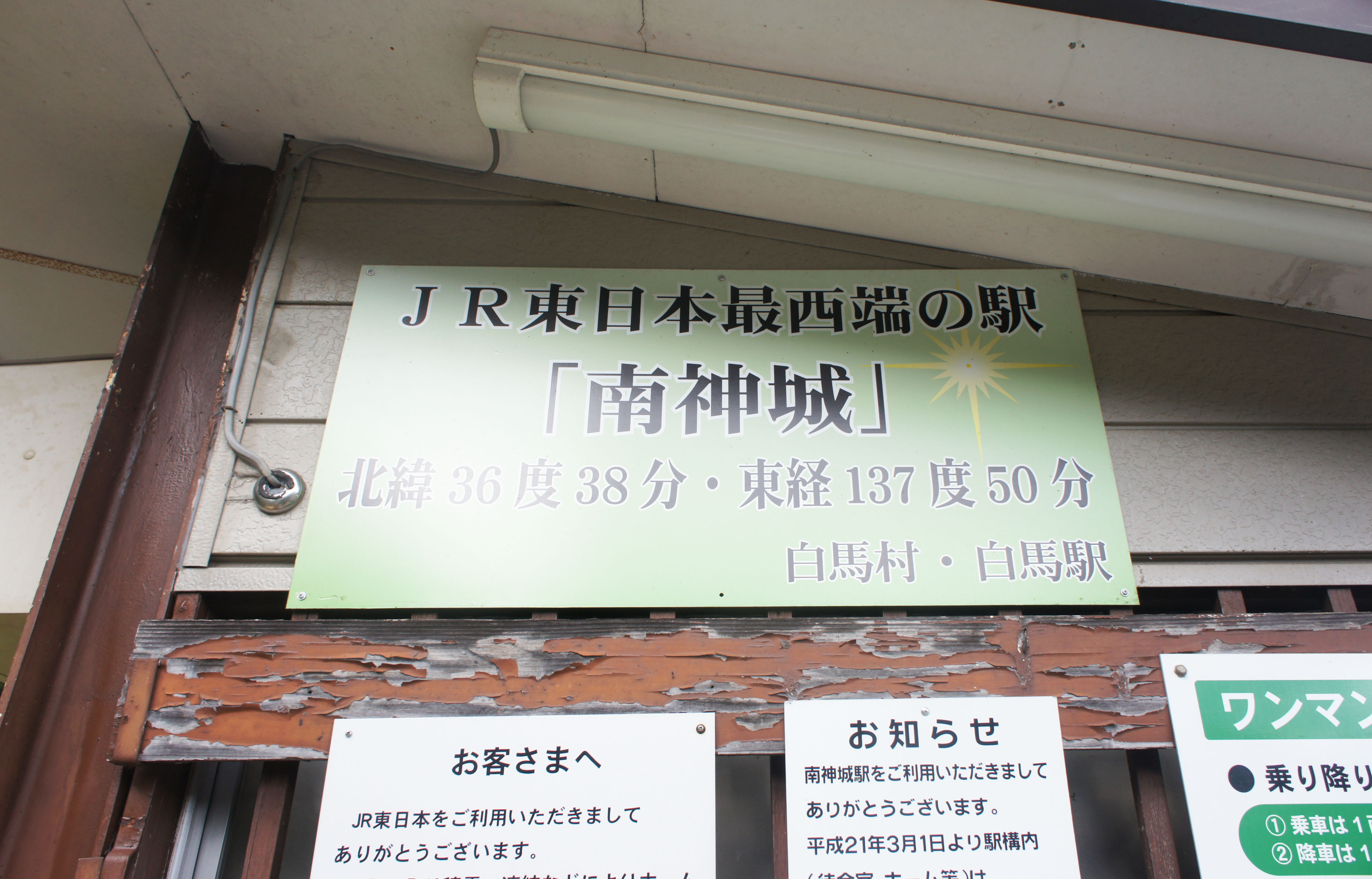
待合室外観に設置されている「JR東日本最西端の駅」案内板（2021年8月）

## 利用状況
「長野県統計書」によると、2007年度（平成19年度）、2009年度（平成21年度）- 2011年度（平成23年度）の1日平均乗車人員の推移は以下のとおりであった。
| 乗車人員推移       | 乗車人員推移     | 乗車人員推移 |
| 年度               | 1日平均 乗車人員 | 出典         |
| ------------------ | ---------------- | ------------ |
| 2007年（平成19年） | 36               | [ 1 ]        |
| 2009年（平成21年） | 25               | [ 1 ]        |
| 2010年（平成22年） | 22               | [ 8 ]        |
| 2011年（平成23年） | 21               | [ 9 ]        |

## 駅周辺
駅は高台にあり、周辺は林に囲まれている。JR東日本最西端の駅でもある。少し離れたところに住宅がある。
- 国道148号
- 貞麟寺
- 白馬村南部グラウンド
- さのさか観光協会
- 姫川源流湧水（名水百選）[1]
- 白馬さのさかスキー場[1]

## 隣の駅
東日本旅客鉄道（JR東日本）
■大糸線
快速
通過
普通
簗場駅 (18) - *ヤナバスキー場前駅 (17) - 南神城駅 (16)  - 神城駅 (15)
*打消線は廃駅